# بازپس‌گیری فلوجه (۲۰۱۶)
عملیات بازپس گیری فلوجه به مجموعه عملیات‌های نظامی علیه گروه داعش اشاره دارد که در جهت بازپس‌گیری کامل شهر فلوجه در استان انبار، کشور عراق می‌باشد.
شهر فلوجه از سال ۲۰۱۴ میلادی در تصرف داعش قرار دارد.